# باندیرانته (سانتا کاتارینا)
باندیرانته (به پرتغالی: Bandeirante) یک منطقهٔ مسکونی در برزیل است که در سانتا کاتارینا واقع شده‌است. باندیرانته ۲٬۶۴۸ نفر جمعیت دارد.